# Lucius Attius Lucanus
Lucius Attius Lucanus (vollständige Namensform Lucius Attius Luci filius Voltinia Lucanus) war ein im 1. Jahrhundert n. Chr. lebender Angehöriger des römischen Ritterstandes (Eques). Durch eine Inschrift sind einzelne Stationen seiner Laufbahn bekannt. Seine Laufbahn ist in der Inschrift in aufsteigender Reihenfolge wiedergegeben.
Lucanus war zunächst Signifer und dann Centurio. Zuletzt wurde er noch Tribun der Cohors I Civium Romanorum; damit war auch der Aufstieg in den Ritterstand verbunden. Weil Lucanus vom Centurio zum Tribun aufsteigen konnte, wird angenommen, dass dies vor der Regierungszeit von Claudius (41–54) stattfand. Falls er mit Lucius Attius Luci Attii [] identisch ist, der in einer weiteren Inschrift erwähnt wird, dann war er Primus Pilus, bevor er Tribun wurde.
Lucanus war in der Tribus Voltinia eingeschrieben und stammte vermutlich aus Nemausus, dem heutigen Nîmes, wo auch die beiden Inschriften gefunden wurden.